# Кэмпбельский чирок
Кэмпбельский чирок (лат. Anas nesiotis) – небольшая, нелетающая, ведущая ночной образ жизни настоящая утка рода речные утки (Anas).

## Распространение
Эндемик островов Кэмпбелл Новой Зеландии.

## Описание
Окраска оперения похожа на оклендского чирка: иризация головы  с тёмно-коричневой на зелёную, каштановая грудь у самцов,  у самки весь верх тёмно-коричневый.

## Места обитания
Природной средой обитания кэмпбельского чирка являются луга с травой, растущей пучками, среди которой преобладает мятлик, папоротники и мегарастения. Вид также использует норы и ходы буревестников для своих гнёзд.
Вид является, видимо, территориальным в условиях дикой природы и питается, по-видимому, амфибиями и насекомыми.

## Угрозы и охрана
Кэмпбельский чирок находится на границе вымирания, осталась последняя дикая популяция в 50 птиц. Однажды обнаруженный на островах Кэмпбелл, он вымер на нём в связи с интродукцией серой крысы (которая поедает яйца и утят), и какое-то время предполагалось, что исчез. В 1975 году он вновь был обнаружен на острове Дент, маленьком (23 га) островке вблизи островов Кэмпбелл, который покинули крысы. Популяция так мала, что от одного неблагоприятного события она может исчезнуть. Чтобы предотвратить это, 11 особей были взяты Department of Conservation для искусственного разведения в Центре Дикой Природы Брюса в 1984 году, а остальные в 1990 году. Кэмпбельский чирок также был помещён в 1979 году в список исчезающих видов.
Размножения в неволе вначале было очень трудно добиться, поскольку не было проведено исследований о поведении вида в условиях дикой природы и персонал был вынужден экспериментировать с целым рядом методов, способствующих размножению. Успех пришёл в 1994 году, когда первосортные, только дикого происхождения самки, никогда не откладывавшие яйца в неволе, наконец-то приняли самцов. Впоследствии, размножение происходило каждый год — дикие самцы передали свои гены при спаривании с выращенными в неволе самками.
Небольшая популяция в 25 выращенных в неволе особей была выпущена на острове Годфиш в 1999 и 2000 годах — уже интенсивно управляемом и свободным от видов, оказывающих угрозу существования попугаю какапо. На заключительном этапе экологического восстановления островов Кэмпбелл (крупный рогатый скот, овцы и кошки были уже вывезены) была проведена беспрецедентная по масштабам кампания по уничтожению крыс, в 2001 году с вертолётов было сброшено более 120 тонн ядохимикатов на всей площади островов площадью в 11,331 га — эта операция успешно ликвидировала такое количество крыс, которое для островов Кэмпбелл больше плотности населения Норвегии (200,000) — 2003 год был официально объявлен Годом Борьбы с Крысами. 50 кэмпбельских чирков — помесь разведённых в неволе и диких животных (с острова Годфиш) — были реинтродуцированы на острова Кэмпбелл в середине 2004 года после отсутствия их там более века. Последующий мониторинг в 2005 году показал, что большинство этих птиц размножается на родине предков.